# Чавлин
Чавлин је ненасељено острвце у хрватском делу Јадранског мора.
Острвце се налазо 9 км југозападно од острва Муртер и око 6 км северно од острва Жирја. Површина му износи 0,102 км². Дужина обалске линије је 1,25 км.. Највиши врх на острву је висок 33 метра.